# لیندا گری (بازیگر، زاده ۱۹۴۰)
 لیندا گری (انگلیسی: Linda Gray؛ زادهٔ ۱۲ سپتامبر ۱۹۴۰) یک هنرپیشه، و مانکن اهل ایالات متحده آمریکا است. وی از سال ۱۹۶۳ میلادی تاکنون مشغول فعالیت بوده‌است.